# Georg Heuermann
Georg Heuermann, född 1723 i Oldesloe i Holstein, död den 6 december 1768, var en dansk kirurg.
Heuermann promoverades 1749 till medicine doktor och utnämndes, sedan han utgivit de värdefulla arbetena Physiologie (1751–1755) och Abhandlung der vornehmsten chirurgischen Operationen am menschlichen Körper (1754–1757), 1760 till extra ordinarie professor vid universitetet i Köpenhamn. Sina rön som praktisk läkare nedlade han i Vermischte Bemerkungen und Untersuchungen der ausübenden Arzneiwissenschaft (1765–1767). Hans biografi skrevs av Gordon Norrie, Georg Heuermann. Et Bidrag til dansk-norsk Medicinal- og Kulturhistorie (1891).